# Aigueblanche
Aigueblanche este o comună în departamentul Savoie din sud-estul Franței. În 2009 avea o populație de 3.129 de locuitori.

## Evoluția populației
| An        | 1975  | 1982  | 1990  | 1999  | 2006  | 2009  |
| --------- | ----- | ----- | ----- | ----- | ----- | ----- |
| Populație | 2.663 | 2.420 | 2.665 | 2.664 | 2.926 | 3.129 |